# Rădulești
Rădulești est une commune du județ de Ialomița en Roumanie.